# Petr Opačitý
Petr Opačitý (28. června 1948 - 2013) byl český hokejový útočník.

## Hokejová kariéra
V československé lize hrál za Škodu Plzeň a CHZ Litvínov. Odehrál 9 ligových sezón. V nižších soutěžích hrál i za VTJ Dukla Písek, Slovan Ústí nad Labem a Slovan Děčín. Za reprezentaci Československa nastoupil v roce 1970 ve 4 utkáních.

## Klubové statistiky
| Sezona    | Klub                  | Soutěž  | Základní část | Základní část | Základní část | Základní část | Základní část |
| Sezona    | Klub                  | Soutěž  | Z             | G             | A             | B             | TM            |
| --------- | --------------------- | ------- | ------------- | ------------- | ------------- | ------------- | ------------- |
| 1968/1969 | VTJ Dukla Písek       | 2. liga | -             | -             | -             | -             | -             |
| 1969/1970 | Škoda Plzeň           | 1. liga | -             | 19            | -             | -             | -             |
| 1970/1971 | Škoda Plzeň           | 1. liga | -             | 20            | -             | -             | -             |
| 1971/1972 | Škoda Plzeň           | 2. liga | -             | -             | -             | -             | -             |
| 1972/1973 | Škoda Plzeň           | 1. liga | -             | -             | -             | -             | -             |
| 1973/1974 | Škoda Plzeň           | 1. liga | -             | -             | -             | -             | -             |
| 1974/1975 | Škoda Plzeň           | 1. liga | -             | -             | -             | -             | -             |
| 1975/1976 | Slovan Ústí nad Labem | 2. liga | -             | -             | -             | -             | -             |
| 1976/1977 | CHZ Litvínov          | 1. liga | 34            | 7             | 10            | 17            | -             |
| 1977/1978 | CHZ Litvínov          | 1. liga | 44            | 12            | 9             | 21            | 49            |
| 1978/1979 | CHZ Litvínov          | 1. liga | 42            | 12            | 13            | 25            | 21            |
| 1979/1980 | CHZ Litvínov          | 1. liga | 23            | 7             | 2             | 9             | 8             |